# Régates de Cocagne
Les régates de Cocagne (ou les Régates internationales de Cocagne) sont une ancienne course d'hydroplanes organisée annuellement à Cocagne, au Nouveau-Brunswick (Canada), entre 1973 et 1999.

## Histoire

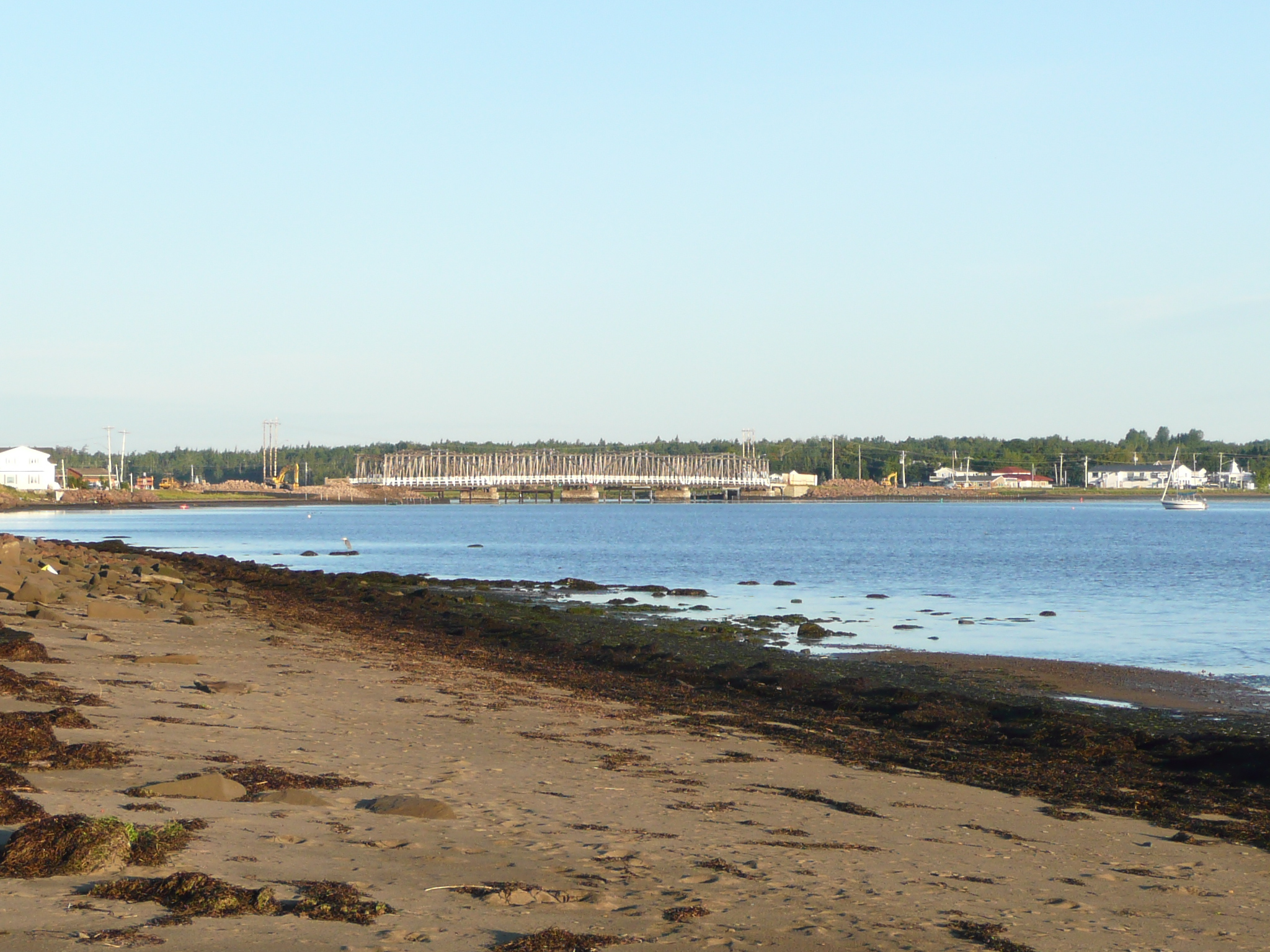
Un des ponts de Cocagne

La première compétition a eu lieu en 1974. Elle était organisée par Adrien Després et son commanditaire principal était Belvedere. La course regroupait des compétiteurs canadiens et américains et se déroulait entre les deux premiers ponts de la rivière Cocagne. La dernière eut lieu en 1999. La loi contre la publicité sur le tabac aurait nui à l'événement. Les profits des régates financent des activités sportives de la communauté.
Des discussions sont en cours[Quand ?] pour faire revivre celui-ci.

### 1974
L'édition de 1974 a lieu du 10 au 11 août.

### 1975
Il n'y a pas de compétitions en 1975.

### 1976
L'édition de 1976 a lieu du 14 au 15 août.
| Grand Prix Belvedere                      | Classe 360                                         | Classe 280                                | Classe 3 litres                           | Classe 145                           | Invitation                       |
| ----------------------------------------- | -------------------------------------------------- | ----------------------------------------- | ----------------------------------------- | ------------------------------------ | -------------------------------- |
| Robert Cabana Beloeil ( Québec) Hurricane | Claude Tremblay Valleyfield ( Québec) Miss Moncton | Germain Brossoit Saint-Timothée ( Québec) | Arnold Daigle Rexton ( Nouveau-Brunswick) | Pierre Metiver Valleyfield ( Québec) | Bert Westgard Toronto ( Ontario) |

### 1977
L'édition de 1977 a lieu du 6 au 7 août,.

### 1978
L'édition de 1978 a lieu du 5 au 6 août,.

### 1979
L'édition de 1979 a lieu du 11 au 12 août,.

### 1980
L'édition de 1980 a lieu du 2 au 3 août.

### 1981
L'édition de 1981 a lieu du 8 au 9 août. Pierre Théorêt a la meilleure performance. Art Asbury, à bord du Miss Canadiana, et Steve Jones, dans le Orange Crush, doivent se retirer avant la fin de la compétition à cause d'un problème mécanique. James Monahan, à bord du Canadian Girl, a un accident au dernier tournant lorsqu'il percute le pont de Cocagne. Il est transporté d'urgence à l'hôpital mais ne subit que des blessures aux jambes. Pierre Théorêt a la meilleure performance.
| Grand Prix Schooner | Classe 360 Seagram's | Classe 3 litres Coca-Cola | Classe 280 Coca-Cola | Catégorie 145 Rothman's |
| ------------------- | -------------------- | ------------------------- | -------------------- | ----------------------- |
| Pierre Théorêt      | Richard MacPherson   | Brian Grant               | Steve Jones          | Bruno Brossoit          |

### 1982
L'édition de 1982 a lieu du 7 au 8 août. Le parcours ovale a une longueur de 1,75 mile. Les courses préliminaires ont lieu le samedi et la finale a lieu le dimanche après-midi. Un terrain est aménagé près de la marina. La classe trois litres n'est pas présentée en 1982. Il y a deux courses par jour dans chaque classe, et trois essais pour le Grand Prix. Huit coureurs participent à la finale le dimanche. Jean Després remplace Armand Goguen à titre de président en 1982. Deux coureurs subissent des accidents dont David Lund qui doit être hospitalisé. Jim Monahan retourne à l'édition de 1982 à bord du Nordic, réputé porter malchance depuis la mort de Jacques Rémilliard et Jim Gimbronee. Le champion de l'édition de 1981, Pierre Théorêt, ne retourne pas puisqu'il est mort dans un accident. Jusqu'à 15 000 personnes assistent à l'événement.

### 1992
L'édition de 1982 a eu lieu du 1 au 2 août. Le retrait du commanditaire principal de la compagnie Players a mis en péril son déroulement. Durant cette 19e édition de la course, le travail de 300 bénévoles permet d'accueillir 10 000 spectateurs. Les participants proviennent du Québec, du Nouveau-Brunswick, de l'Ontario et du Maine.
Les catégories de la course sont le Grand Prix, le 2.5 litres et le 5 litres.

### 1993
L'équipe québécoise composée de Pierre et de Sylvie Gagnon a remporté une course lors de l'édition de 1993.

### 1994
L'équipe québécoise composée de Pierre et de Sylvie Gagnon a remporté une course lors de l'édition de 1994.

## Résultats par année
| Année | Grand Prix Schooner                                                   | Catégorie 280                       | Trophée Grand Prix hors bord | Catégorie 145 plus 3 litres         | Catégorie 360                                          |
| ----- | --------------------------------------------------------------------- | ----------------------------------- | ---------------------------- | ----------------------------------- | ------------------------------------------------------ |
| 1974  | Jules Leboeuf, Valleyfield Québec bateau : Zoomerang                  | Tom Baker, Queenstown Massachusetts | Wendell Campo                | Claude Tremblay, Maple Grove Québec | Michel Gagnon, Sillery Québec                          |
| 1975  |                                                                       |                                     |                              |                                     |                                                        |
| 1976  |                                                                       |                                     |                              |                                     |                                                        |
| 1977  |                                                                       |                                     |                              |                                     |                                                        |
| 1978  |                                                                       |                                     |                              |                                     |                                                        |
| 1979  | Jean-Pierre Lessard, Louiseville Québec                               |                                     |                              |                                     |                                                        |
| 1980  |                                                                       |                                     |                              |                                     |                                                        |
| 1981  | Pierre Théorêt Mapple Grove, Québec Miss Danish                       | Steve Jones                         |                              | Bruno Brossoit                      | Richard MacPherson                                     |
| 1982  | Robert Théorêt, Valleyfield Québec bateau : Grand prix de Valleyfield | Harry Richardson Just a Tad More    |                              | Charles W. Smith Dreamweaver        | Steve Carruthers, Rexton Nouveau-Brunswick Point Blank |
| 1983  |                                                                       |                                     |                              |                                     |                                                        |
| 1984  |                                                                       |                                     |                              |                                     |                                                        |
| 1985  |                                                                       |                                     |                              |                                     |                                                        |
| 1986  |                                                                       |                                     |                              |                                     |                                                        |
| 1987  |                                                                       |                                     |                              |                                     |                                                        |
| 1988  |                                                                       |                                     |                              |                                     |                                                        |
| 1989  |                                                                       |                                     |                              |                                     |                                                        |
| 1990  |                                                                       |                                     |                              |                                     |                                                        |
| 1991  |                                                                       |                                     |                              |                                     |                                                        |
| 1992  |                                                                       |                                     |                              |                                     |                                                        |
| 1993  |                                                                       |                                     |                              |                                     |                                                        |
| 1994  |                                                                       |                                     |                              |                                     |                                                        |
| 1995  |                                                                       |                                     |                              |                                     |                                                        |
| 1996  |                                                                       |                                     |                              |                                     |                                                        |
| 1997  |                                                                       |                                     |                              |                                     |                                                        |
| 1998  |                                                                       |                                     |                              |                                     |                                                        |
| 1999  |                                                                       |                                     |                              |                                     |                                                        |

## Records mondiaux établis
- Catégorie Grand Prix: Robert Théoret[4]
- Catégorie des 5 litres: Ronald Breau[4]